# علم نفس رائج
يتألف علم النفس الرائج والذي يُعرف أيضًا باسم علم النفس الشعبيّ من المفاهيم والنظريات التي يُزعَم أنها مبنية على علم النفس والتي لها عند الناس مصداقية كبيرة ولها بينهم انتشار واسع، ترتبط هذه المفاهيم والنظريات بالحياة الذهنية والسلوك الإنسانيين. يرتبط مفهوم علم النفس الرائج بحركة الإمكانات البشريّة في خمسينيات القرن العشرين وستينياته.
يمكن استعمال مصطلح عالم النفس الرائج لوصف الكتاب والمستشارين والمحاضِرين والفنّانين الذين ينظر إليهم العامّة على أنهم علماء نفس، لا بسبب شهاداتهم العلميّة، بل لأنهم صوّروا أنفسهم على هذه الصورة، أو صوّرتهم أعمالهم هكذا.
يمكن استعمال مصطلح علم النفس الرائج كذلك للإشارة إلى صناعة علم النفس الرائجة، وهي شبكة واسعة من مصادر المعلومات اليومية عن السلوك الإنساني.
يستعمَل هذا المصطلح غالبا بطريقة ازدرائية لوصف مفاهيم سايكولوجية يظهر أنها مبسّطة أو قديمة أو غير مثبتة أو مفهومة على نحو خاطئ أو مفسّرة على نحو خاطئ، ولكن قد يستعمل أيضا لوصف المعرفة النفسية المنتجة باحتراف، التي يراها معظم الخبراء صالحة وفاعلة، ويستعملها في نفس الوقت عامّة الناس.

## أنواعه
يأخذ علم النفس الرائج عادةً شكلا من هذه الأشكال:
- كتب المساعدة الذاتية، ككتاب «أقلّ الطرق سفرًا»، لكاتبه مورغان سكوت بك
- النصائح المذاعة في الراديو والتلفاز والمطبوعات، مثل عزيزي أبي، ودكتور فِل، ودان سافاج
- خرافات مثل خرافة «الإنسان لا يستعمل إلا عشرة بالمئة من قدرة دماغه»[2]
- مصطلحات قد يكون لها أساس في علم النفس، ولكنها تظهر في الحديث العامي أكثر من ظهورها في السجال العلمي، من أمثلتها: الطفل الداخلي، ونصف الدماغ الأيسر ونصفه الأيمن، والذكاء العاطفي، ومنزلق فرويد، وغيرها
- التصوّرات الرائجة عن المناهج العلمية السايكولوجية التي لم تُحَقَّق علميًّا، كالبرمجة اللغوية العصبية.[3]
- الأساطير الحضريّة من مثل «عالم النفس بوروس فريدريك سكينر ربّى ابنته في ‹صندوق سكينر›»[4]

## مساعدة الذات
علم النفس الرائج هو المكوّن الأساسيّ لصناعة مساعدة الذات.
وفقا لفريد وسكولتس، فإن معيار كتاب مساعدة الذات الجيّد يتضمّن «ادّعاءات المؤلّف بفاعلية كتابه، تقديم استراتيجيات حل المشكلات المبنية على الأدلة العلمية والتجربة المهنيّة، إبراز شهادات الكاتب العلمية وخبرته المهنية، ووجود قائمة للمراجع فيه».
من المخاطر المحتملة لكتب مساعدة الذات:
- قد يظن الإنسان خطأً أنه مضطرب نفسيًّا
- قد يسيئ الإنسان تشخيص نفسه فيستعمل موادّ مصنوعة لتحل مشاكل غير مشكلته
- قد لا يستطيع الإنسان تقييم برنامج العلاج فيختار برنامجًا غير فاعل

## الثرثرة النفسية
يسمى الاستعمال الخاطئ أو المفرط للمصطلحات السايكولوجية ثرثرة سايكولوجية.
يستعمل أحيانا هذا الاستحذاق السايكولوجي من أجل تزيين العروض الترويجية وبرامج مساعدة الذات وأفكار العصر الجديد، من أجل إعطاء هذه المساعي مظهرًا علميًّا محترمًا. وأحيانًا أخرى، يستعمل الناس المصطلحات السايكولوجية من أجل وصف التجارب اليومية العادية بطريقة تجعل السلوك الطبيعي حالةً طبّيّة، كالحزن بعد الخسارة، ثم ادّعاء أن المشاعر المؤلمة نوع من المرض النفسي، كالاضطراب الاكتئابي. قد يستعمل الناس الثرثرة السايكولوجية لأنهم يعتقدون أن المصطلحات المعقدة أو الدقيقة أو التخصصية توصل تجاربهم في المواقف الاجتماعية أو الشخصية بطريقة أوضح أو أكثر إثارة للمشاعر، أو لأنهم يعتقدون أن ذلك يجعلهم يبدون أكثر ثقافة.
من المصطلحات التي لها أصل في علم النفس وتستخدم على نحو خاطئ: الاعتمادية المشتركة والاضطراب والنرجسية والتآزر وغيرها.

## علماء النفس الرائجون
من الشخصيات التي عُدّت في أزمنة مختلفة أنصارًا لعلم النفس الرائج:
- ورنر إرهارد[8]
- ديل كارنيغي[بحاجة لمصدر]
- فِل مكغرو («دكتور فِل»)[9]

## التاريخ
قد تفسّر الحركات الأولى في علم النفس الأمريكي الأهمية الكبيرة التي تسبغها ثقافتنا على هذا المجال.

### صعود علم النفس في الولايات المتحدة
بدءًا من أواخر القرن التاسع عشر، وبتأثير كبير من العالم الألماني ويليم وندت، ساعد الأمريكيون -ومنهم: جيمس مكين كاتل، وغرانفيل ستينلي هول، وويليم جيمس، وغيرهم- في تنظيم علم النفس وجعله مجالًا أكاديميًّا في الولايات المتحدة. نمت شعبية علم النفس مع زيادة وعي العامّة بالمجال. في عام 1890، نشر جيمس كتابه مبادئ علم النفس الذي أثار موجة من اهتمام العامة. في عام 1892، كتب جيمس علم النفس: أقصر دليل ليكون فرصة للعامة حتى يقرؤوا ويفهموا كتب علم النفس.  في محاولة مماثلة عام 1895، نشر إدوار ويلر سكريتشر، وهو عالم نفس أمريكي، كتابًا سمّاه التفكير، الشعور، الفعل، وكان هذا الكتاب ملائمًا للقارئ المتوسّط.

### مفاهيم خاطئة شائعة ومحاولات الرد عليها
وبرغم وجود هذه المطبوعات، فإن عامّة الناس لم يزالوا على مستوى ضعيفٍ في فهم ما يفعله علماء النفس وما يدور حوله علم النفس. اعتقد كثيرون أن علم النفس ما هو إلا «قراءة الأفكار والروحانية»، وأنه لا تطبيق له في الحياة اليومية. أما في الحقيقة فعلم النفس يبحث في السلوكات والتجارب الإنسانية العادية، وهو ما له تطبيقات كثيرة فاعلة في الحياة اليومية.
لذا، فمع أن العامة اهتموا بعلم النفس اهتمامًا كبيرًا، فإن مقدار علم النفس الحقيقي الدقيق عندهم كان نادرا. أقلق علماءَ نفسٍ كثيرين أن علمهم كان يفشل في الوصول إلى الناس على نحو صحيح.
عام 1893، أقام جوسف جاسترو وهوغو منستربرغ عرضًا عامًّا عن علم النفس في المعرض العالمي الكولومبي في شيكاغو، كان هذا بهدف الاحتفال بعلم النفس، وتقديم المعلومات للناس وتصحيح مفاهيمهم الخاطئة. قدّم العرض أدلّة (كاتالوكات) فيها معلومات عن أدوات علم النفس ومواضيعه وأهدافه. وفي محاولة مشابهة لتعليم العامّة، تضمّن معرض لويزيانا الشرائي عروضًا لغرانفيل ستينلي هول، وإدوارد برادفورد تتشنر، وماري ويتون كالكنز، وجون برودس واتسون، وأدولف مير. تضمنت العروض اختبارات عامة وتجارب علميّة.
وإن كانت هذه المحاولات تستحق الإعجاب، فقد أخفقت في صنع أثر واضح وصار علماء النفس أكثر قلقًا بشأن صورتهم أمام العامّة. في عام 1900، كتب جاسترو كتابًا سمّاه الحقيقة والخرافة في علم النفس، كان من أهداف هذا الكتاب إصلاح المفاهيم الخاطئة الشائعة في علم النفس، من خلال التفريق الواضح بين الحقيقة والخرافة. في مقدمة كتابه كتب جاسترو، «إنه أمر مهم أن يُفهَم مجال علم النفس الأصيل وظروف تقدّمه وطبيعته على نحو صحيح».

### الوضع الحالي لعلم النفس الرائج
في خطابه الرئاسي في جمعية علم النفس الأمريكية عام 1969، كان جورج أرميتاج ميلر متفائلًا بمستقبل علم النفس إذ قال «سيشعر الناس بأثر علم النفس الحقيقي، من خلال آثاره على العامة، ومن خلال مفهومه الجديد والمختلف للممكن إنسانيًّا والمرغوب إنسانيًّا».